# Galt Niederhoffer
Galt Niederhoffer (2 ottobre 1976) è una regista e produttrice cinematografica statunitense.
Ha diretto The Romantics, basato sull'omonimo romanzo scritto dalla stessa Niederhoffer.
È figlia di Victor Niederhoffer.